# Nasser Hejazi
Nasser Hejazi (* 19. Dezember 1949 in Teheran, Iran; † 23. Mai 2011 ebenda) war ein iranischer Fußballspieler und -trainer. Er verbrachte den größten Teil seiner Laufbahn bei Esteghlal Teheran und wurde von vielen als Ostureh (Die Legende) bezeichnet.
Er gilt als einer der erfolgreichsten Fußballspieler in der Geschichte des iranischen Fußballs und gehörte zur so genannten „Goldenen Mannschaft“ der 1970er Jahre; er galt als einer der weltbesten Torhüter gegen Ende der 1970er und wurde im Jahre 2000 vom Asiatischen Fußballverband zum zweitbesten Tormann des 20. Jahrhunderts in Asien gewählt.
In den 1970ern stand er im Tor der Team Melli und gewann zweimal den Asiencup (1972 und 1976) sowie einmal den Fußballbewerb der Asienspiele (1974); er nahm an den Olympischen Sommerspielen (1972 in München und 1976 in Montreal) sowie an der Fußballweltmeisterschaft (1978 in Argentinien) teil. Als Trainer feierte er nationale (Meistertitel sowie Cupsieg) und internationale Erfolge (Finalteilnahme der Asiatischen Champions League).

## Frühe Karriere
Hejazi kam am 19. Dezember 1949 in der iranischen Hauptstadt Teheran zur Welt. Sein Vater, ein Immobilienmakler, war aus Täbris. Er selbst begann seine Karriere bei Nader F.C. 1964 und blieb dort ein Jahr lang. Danach entschied er sich gegen Pas Teheran und für Taj Teheran, wo er einen Vertrag unterschrieb, der ihm den Start in eine Profilaufbahn ermöglichte.

## Karriere im Verein
Hejazi spielte zwischen 1965 und 1977 für Taj Teheran. Seinen ersten großen Erfolg feierte er als 20-Jähriger, als er mit seinem Verein den Meistercup Asiens gewann. Danach bestätigte er seine Leistungen mit dem Gewinn der Teheraner Meisterschaft 1971 sowie mit dem Vizemeistertitel bzw. dem Titel in der iranischen Liga 1974 bzw. 1975; dazu kam der Cupsieg 1977.
1977 wechselte Hejazi innerhalb der iranischen Liga zu Shahbaz Teheran. Ende 1978, als die Meisterschaft im Zuge der politischen Unruhen nach zwölf Runden unterbrochen wurde, führte Shahbaz Teheran die Tabelle an.

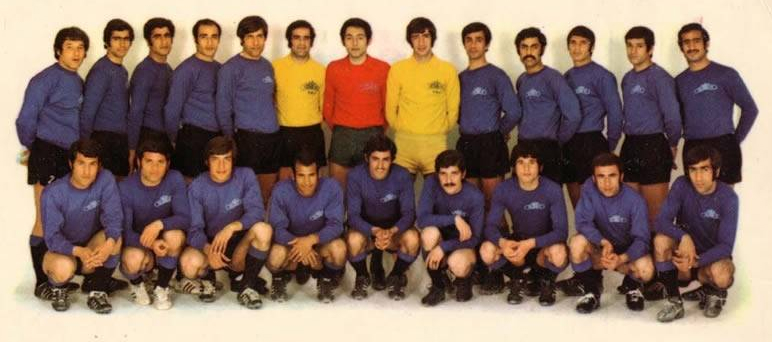
Taj Tehran nach dem Gewinn des Asiatischen Meistercups 1970

Vor der WM 1978 hatte Hejazi viele Angebote aus dem europäischen Ausland, u. a. von Paris Saint-Germain, ausgeschlagen, da er sich nach der WM bessere Angebote erhofft hatte. In der Tat wurde er im Herbst 1978 von Manchester United zum Probetraining und zu Testspielen eingeladen. Als im Winter 1978/79 der Wechsel nach England hätte erfolgen sollen, fand sich in den Revolutionswirren innerhalb des iranischen Fußballverbandes niemand berechtigt, diesen Wechsel zu genehmigen.
Hejazi blieb bei Esteghlal Teheran (die Umbenennung von Taj erfolgte nach der Revolution 1979) bis 1986, wo er 1983 und 1985 zweimal die Teheraner Liga (die nationale Liga pausierte wegen des Ersten Golfkrieges bis 1989) gewinnen konnte.
Am Ende seiner Karriere wechselte er nach Bangladesch zu Mohammedan SC, wo er 1987 seinen letzten Meistertitel als Spieler feierte.

## Karriere in der Nationalmannschaft

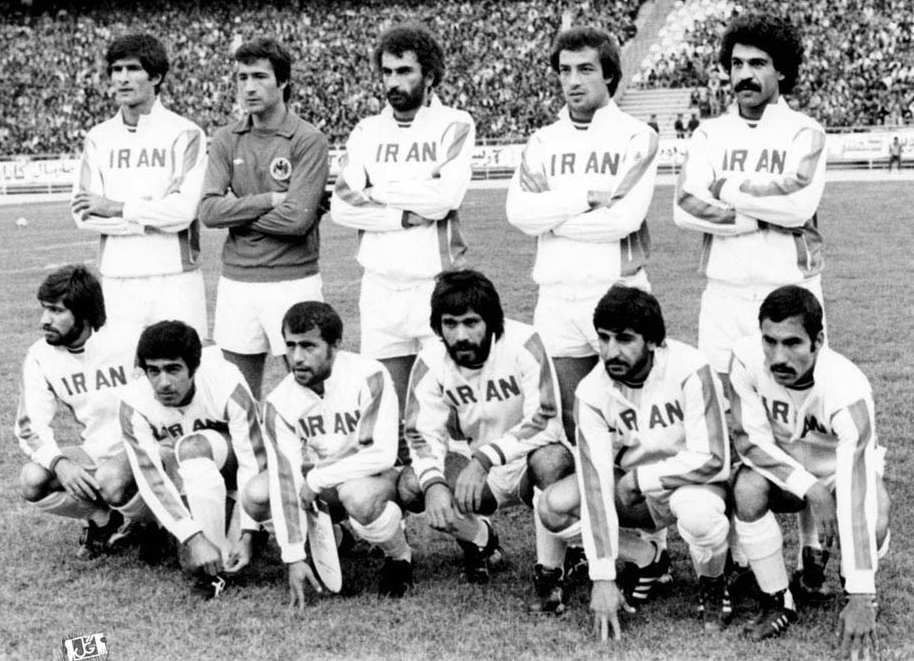
Iran vor dem Qualifikationsspiel zur WM 1978 am 11. November 1977 in Teheran

Hejazi wurde erstmals zu jener iranischen Nationalmannschaft eingeladen, die 1968 erstmals die Asienmeisterschaft gegen die damals sehr hoch geschätzte Mannschaft Israels gewinnen konnte. Ab 1970 war er – mit kurzen Unterbrechungen aufgrund von Verletzungen – bis 1980 Stammtorhüter der Mannschaft. In dieser Zeit konnte er 1972 und 1976 die Asienmeisterschaften sowie 1974 den Fußballwettbewerb der Asienspiele gewinnen.
1972 und 1976 repräsentierte er den Iran bei den Olympischen Spielen. Während das Team Melli 1972 in München nur im letzten Gruppenspiel gegen Brasilien einen unbedeutenden Sieg erringen konnte, erreichte sie 1976 in Montreal das Viertelfinale des Turnieres, in dem sie sich gegen die starke Sowjetmannschaft rund um Oleh Blochin mit 1:2 geschlagen geben musste.
Sein bestes Turnier spielte er 1978 in Argentinien, wo er zwar acht Tore hinnehmen musste (vier aus Elfmetern), dennoch wurden seine Leistungen von der Presse hochgelobt, insbesondere jene beim 1:1 gegen Schottland, das als Geheimtipp zur WM nach Argentinien gereist war.
Nach der Iranischen Revolution bestritt er nur noch zwei Turniere: 1980 konnte er das asiatische Qualifikationsturnier zur Olympia 1980 in Moskau gewinnen, woran Iran allerdings aufgrund des Olympiaboykotts nicht teilnahm; danach führte er Iran als Kapitän zu Platz drei bei den Asienmeisterschaften 1980 in Kuwait.
Danach schied Hejazi aufgrund einer kuriosen Reglementierung, wonach Spieler älter als 28 nicht mehr für die Nationalmannschaft nominiert werden durften, aus der Nationalmannschaft aus.

## Karriere als Trainer
Hejazi begann seine Trainerkarriere 1987 in Bangladesch bei Dhaka Mohammedan SC, wo er bis 1991 blieb. Er feierte 1988 und 1989 zwei Meistertitel. Der dortige Fußballverband würdigte die Leistungen Hejazis mit einem Zweijahresvertrag für die Nationalmannschaft.
Nach 1991 kehrte Hejazi in den Iran zurück, wo er einige Mannschaften der höchsten Spielklasse betreute. Sein größter Erfolg war die Finalteilnahme bei der Champions League Asiens 1999, wo seine Mannschaft, Esteghlal Teheran, in Teheran gegen Jubilo Iwata verlor.
Weitere große Erfolge Hejazis als Trainer waren die Entdeckung einiger junger Spieler, u. a. Ali Daeis und Rahman Rezaeis.

## Erfolge

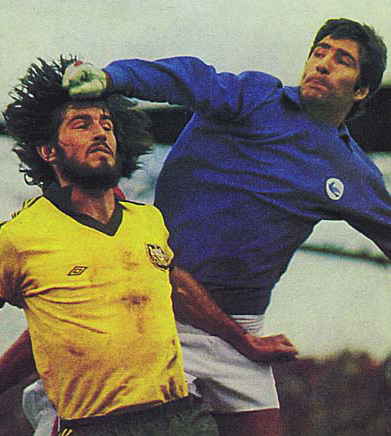
Hejazi (rechts) im WM-Qualifikationsspiel gegen Australien in Melbourne (1977)

Hejazi war vermutlich der beste Fußballtormann der iranischen und asiatischen Fußballgeschichte. Mit der Nationalmannschaft schrieb er Geschichte, einer Mannschaft, die dreimal in Folge den Kontinentalcup gewinnen konnte. Zudem war er der einzige Tormann, der alle asiatischen Fußballbewerbe gewinnen konnte und zudem an den beiden Weltturnieren, Olympischen Spielen und Fußball-Weltmeisterschaften, teilnahm.

### Vereinstitel (Spieler)
- 1969/1970: Taj Teheran – Asienmeistercup Sieger
- 1970/1971: Taj Teheran – Teheraner Meister
- 1973/1974: Taj Teheran – Iranischer Vizemeister
- 1974/1975: Taj Teheran – Iranischer Meister
- 1976/1977: Taj Teheran – Iranischer Cupsieger
- 1978/1979: Shahbaz Teheran – Iranischer Herbstmeistertitel (Meisterschaft wegen der Iranischen Revolution nicht zu Ende gespielt)
- 1981/1982: Esteghlal Teheran – Inoffizieller iranischer Vizemeister (Tehran League Cup)
- 1982/1983: Esteghlal Teheran – Inoffizieller iranischer Meister (Tehran League Cup)
- 1984/1985: Esteghlal Teheran – Inoffizieller iranischer Meister (Tehran League Cup)[6]
- 1986/1987: Mohammedan SC – Bangladeschischer Meister

### Vereinstitel (Trainer)
- 1987/1988: Mohammedan SC – Bangladeschischer Meister
- 1988/1989: Mohammedan SC – Bangladeschischer Meister
- 1997/1998: Esteghlal Teheran – Iranischer Meister
- 1998/1999: Esteghlal Teheran – Iranischer Vizemeister
- 1998/1999: Esteghlal Teheran – Iranischer Pokalfinalist
- 1998/1999: Esteghlal Teheran – Asiatischer Meistercupfinalist
- 2000/2001: Zob Ahan Isfahan – Iranischer Pokalfinalist[7]

### Iranische Fußballnationalmannschaft (Spieler)
- 1970: ECO-Pokal (RCD/ECO Cup) im Iran – Pokalsieger
- 1972: Fußball-Asienmeisterschaft in Thailand – Asienmeister
- 1972: Olympische Sommerspiele in Deutschland – Vorrunde
- 1974: ECO-Pokal (RCD/ECO Cup) im Iran – Pokalfinalist
- 1974: Asienspiele im Iran – Goldmedaille
- 1976: Fußball-Asienmeisterschaft im Iran – Asienmeister
- 1976: Olympische Sommerspiele in Kanada – Viertelfinale
- 1978: Fußball-Weltmeisterschaft in Argentinien – Vorrunde
- 1980: Olympische Sommerspiele in der UdSSR – qualifiziert, aber keine Teilnahme wegen des Boykotts des Iran
- 1980: Fußball-Asienmeisterschaft in Kuwait – Platz 3

## Politische Aktivitäten

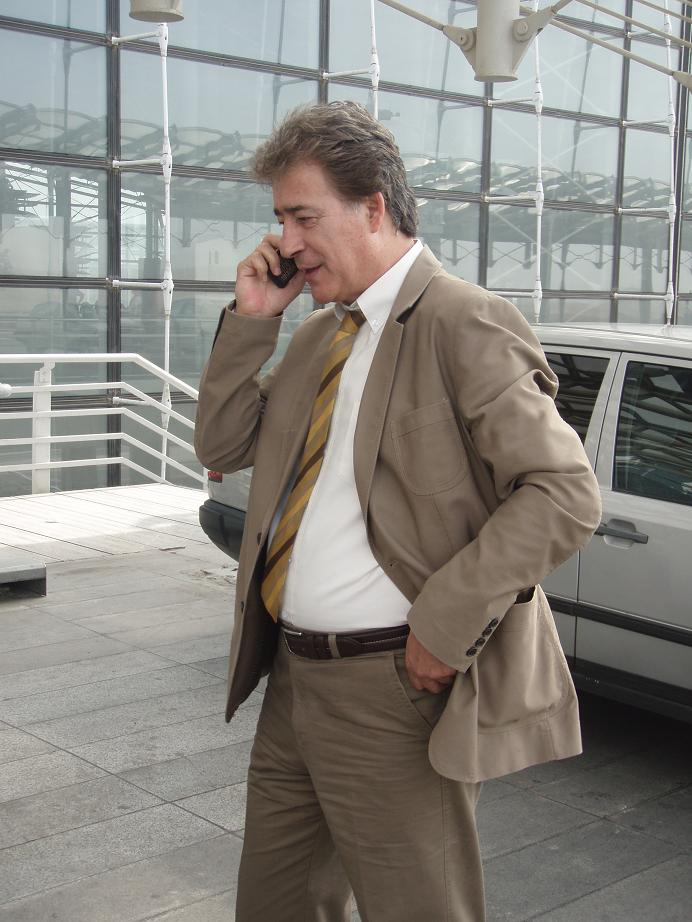
Hejazi im Jahre 2009

### Kandidatur für Präsidentenamt
Am 3. November 2004 kündigte Hejazi seine Nominierung für die Präsidentschaftswahlen im Jahre 2005 an. Der Wächterrat ließ diese Kandidatur mit der Begründung nicht zu, Hejazi fehle die Erfahrung für solch ein Amt. Daraufhin unterstützte Hajezi die Kampagne Ali Akbar Hāschemi Rafsandschānis, der jedoch Mahmud Ahmadinedschad unterlag.
2009 unterstützte Hejazi erneut den liberaleren Kandidaten, diesmal Mir Hossein Mussawi.

### Opposition zu Ahmadinedschad
Hejazi meldete sich des Öfteren lautstark kritisch zu den Wirtschaftsplänen des Präsidenten Mahmud Ahmadinedschad. Im April 2011 meinte er zur wirtschaftlichen Situation der Iraner: „[…] Mir tun die Menschen sehr leid. Das Land ist reich an Erdöl und anderen Schätzen, aber viele sind so arm, dass sie sich die elementarsten Bedürfnisse nicht befriedigen können […]“
Daraufhin wurde die Berichterstattung über Hejazi in den staatlichen Medien verboten, worauf eine Protestwelle einsetzte, so dass diese Entscheidung zurückgenommen wurde.

## Privatleben

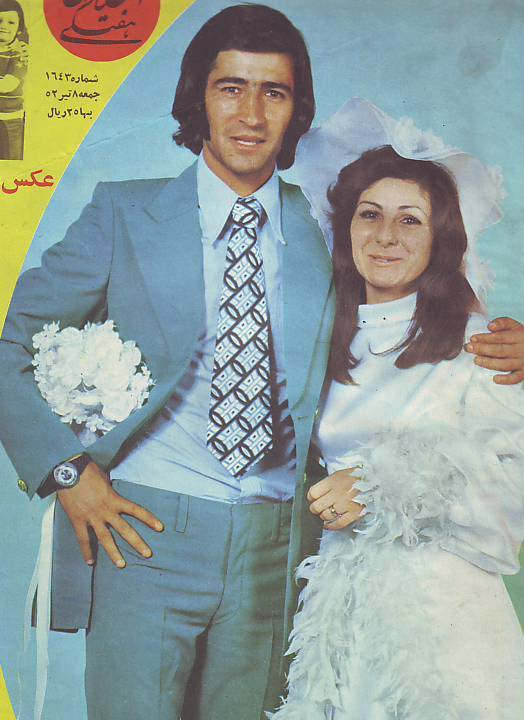
Hejazi mit seiner Braut 1973

Hejazi heiratete Behnaz Shafie im Jahre 1973. Die beiden bekamen zwei Kinder, die beide später Fußball spielen sollten: die Tochter, Atoosa Hejazi, war die Spielführerin der iranischen Futsal-Nationalmannschaft; der Sohn, Attila Hejazi, spielte für die zweite Mannschaft des Esteghlal Teheran.

## Krebserkrankung und Tod
Bei Nasser Hejazi wurde Ende 2009 eine aggressive Form des Lungenkrebses diagnostiziert. Den Vorhersagen der Ärzte nach hätte diese Erkrankung nach spätestens vier Monaten zum Tode führen müssen. Er konnte – mithilfe „seines starken Lebenswillens, um den Menschen seines Landes dienen zu können“ – seinen täglichen Aktivitäten lange ohne größere Beschwerden nachgehen. Wegen eines Schlaganfalls im Mai 2011 musste er ins Krankenhaus, wo er am 23. Mai 2011 verstarb. Die Begräbnisfeier des Regimekritikers fand am 25. Mai 2011 im Azadi-Stadion in Teheran statt.